# Бобровка (Сєверний район)
Бобро́вка (рос. Бобровка) — присілок у складі Сєверного району Оренбурзької області, Росія.

## Населення
Населення — 101 особа (2010; 109 у 2002).
Національний склад (станом на 2002 рік):
- росіяни — 93 %